# Назиф Граждани
Назиф Граждани (на албански: Nazif Grazhdani) е албански революционер, участник в борбата за независимост.

## Биография
Роден е в дебърското българо-албанско село Граждане, чието име носи като фамилно. Влиза в движението за независимост и заедно с Елез Исуфи, Суфа Джелили, Садула Стразимири и Дине Макелара е лидер на Албанското въстание в Дебърско в 1909 - 1912 година. По време на албанското въстание от 1912 година в края на май Граждани, заедно с Хафуз Лънгун, Екерем Цами, Шукри бей, Дине Макелара и капитаните Хаки Либохова, Исмаил Хаки Корча, Исмаил Пекини, Ибрахим Гякова образуват въстанически отряд и на 23 юни 1912 година излизат в Малесията. След това участва в последвалата борба срещу сръбската окупация на Дебърско.
След създаването на Албания, по време на правителството на Фан Ноли след Юнската революция в 1924 година е кмет на Берат. Когато кмет на Дебър е Махмут Големи, Граждани е член на Съвета на общината. В 1930 година е избран за член на Общинския съвет, заедно с Фаик Шакири, Хамит Садула, Шех Имери (Томин), Ариф Хюсейни (Деоляни), Бесим Шеху (Пешкопия), Мехмет Даджа (Бличе), Малик Мурия (Селане), Исуф Джилага (Дешат), Селман Лека, Мула Хюсейн (Дохошищ), Мерсин Елези (Слова). На 15 октомври 1932 година отново е избран в Общинския съвет.
Умира в 1937 година.